# Dubaï Light
Le Dubaï Light est un pétrole brut de causticité moyenne produit à Dubaï. Un des trois principaux bruts de référence, Dubaï Light est utilisé à ce titre pour le marché asiatique, car il est l'un des rares pétroles du golfe disponible immédiatement. 
L'indice de référence Dubaï Light est également connu sous le nom de Fateh, aux Émirats arabes unis. Le commerce à terme du brut de Dubaï est limité à un ou deux mois.
Le Dubaï Light est un pétrole moyen. Il a une densité API de 31° (densité spécifique de 0,871) et une teneur en soufre de 2 % p/p. 